# 維季夫希納
50°10′39″N 23°29′4″E / 50.17750°N 23.48444°E

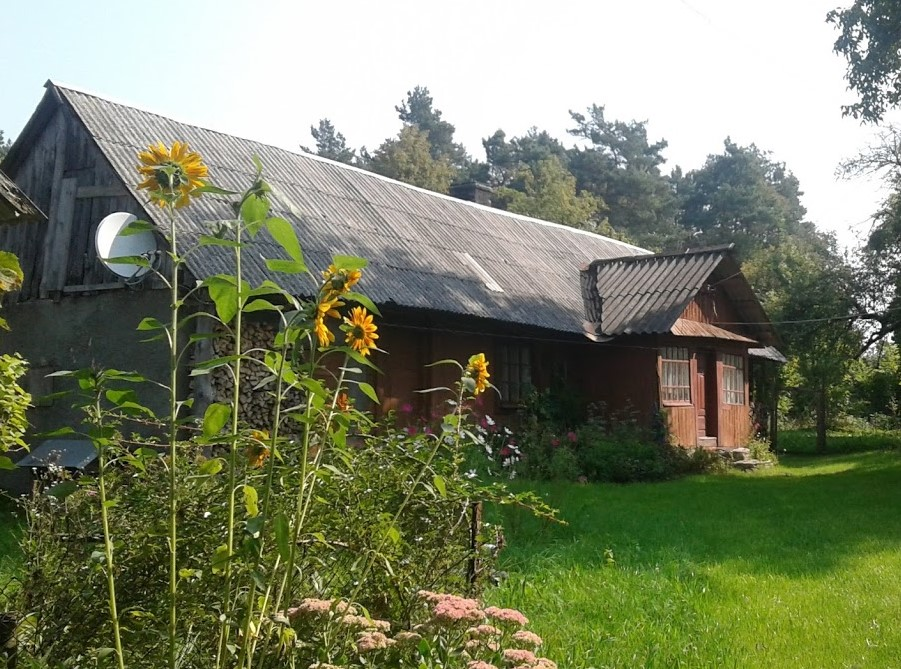
維季夫希納中的一座贵族宅邸

維季夫希納（烏克蘭語：Війтівщина），是烏克蘭的村落，位於該國西部利沃夫州，由亞沃里夫區負責管轄，始建於1800年，面積0.28平方公里，海拔高度329米，2022年人口10，人口密度每平方公里96.43人。